# Championnats d'Europe d'athlétisme en salle 1978
Navigation
Les 9e championnats d'Europe d'athlétisme en salle ont eu lieu du 11 au 12 mars 1978 à Milan en Italie.

## Podiums

### Hommes
| Épreuves         | Or                                 | Argent                           | Bronze                      |
| 60 m             | Nikolay Kolesnikov 6 s 64          | Petar Petrov 6 s 66              | Aleksandr Aksinin 6 s 73    |
| 400 m            | Pietro Mennea 46 s 51              | Ryszard Podlas 46 s 55           | Nikolay Chernetskiy 46 s 72 |
| 800 m            | Markku Taskinen 1 min 47 s 35 (NR) | Olaf Beyer 1 min 47 s 68         | Roger Milhau 1 min 47 s 8   |
| 1 500 m          | Antti Loikkanen 3 min 38 s 16 (CR) | Thomas Wessinghage 3 min 38 s 23 | Jürgen Straub 3 min 40 s 2  |
| 3 000 m          | Markus Ryffel 7 min 49 s 5         | Emiel Puttemans 7 min 49 s 9     | Jörg Peter 7 min 50 s 1     |
| 60 m haies       | Thomas Munkelt 7 s 62 (CR)         | Vyacheslav Kulebyakin 7 s 72     | Giuseppe Buttari 7 s 86     |
| Saut en hauteur  | Vladimir Yashchenko 2,35 m (CR)    | Rolf Beilschmidt 2,29 m          | Wolfgang Killing 2,27 m     |
| Saut à la perche | Tadeusz Ślusarski 5,45 m           | Vladimir Trofimenko 5,40 m       | Vladimir Sergiyenko 5,40 m  |
| Saut en longueur | László Szalma 7,83 m               | Ronald Desruelles 7,75 m         | Vladimir Tsepelyov 7,73 m   |
| Triple saut      | Anatoli Piskouline 16,82 m         | Keith Connor 16,53 m             | Oleksandr Iakovliev 16,47 m |
| Lancer du poids  | Reijo Ståhlberg 20,48 m            | Władysław Komar 20,16 m          | Geoff Capes 20,11 m         |

### Femmes
| Épreuves         | Or                             | Argent                         | Bronze                      |
| 60 m             | Marlies Oelsner 7 s 12         | Linda Haglund 7 s 18           | Lyudmila Storozhkova 7 s 27 |
| 400 m            | Marina Sidorova 52 s 42        | Rita Bottiglieri 53 s 18       | Karoline Käfer 53 s 56      |
| 800 m            | Ulrike Bruns 2 min 02 s 3      | Totka Petrova 2 min 02 s 5     | Mariana Suman 2 min 03 s 4  |
| 1 500 m          | Ileana Silai 4 min 07 s 1 (CR) | Natalia Mărăşescu 4 min 07 s 4 | Brigitte Kraus 4 min 07 s 6 |
| 60 mètres haies  | Johanna Klier 7 s 94 (CR)      | Grażyna Rabsztyn 8 s 07        | Silvia Kempin 8 s 15        |
| Saut en hauteur  | Sara Simeoni 1,94 m (CR)       | Brigitte Holzapfel 1,91 m      | Urszula Kielan 1,88 m       |
| Saut en longueur | Jarmila Nygrýnová 6,62 m       | Ildikó Erdélyi 6,49 m          | Sue Reeve 6,48 m            |
| Lancer du poids  | Helena Fibingerová 20,67 m     | Margitta Droese 19,77 m        | Eva Wilms 19,24 m           |

## Résultats détaillés

### 60 m
| Rang | Pays             | Athlète            | Temps  |
| ---- | ---------------- | ------------------ | ------ |
| 1    | Union soviétique | Nikolay Kolesnikov | 6 s 64 |
| 2    | Bulgarie         | Petar Petrov       | 6 s 66 |
| 3    | Union soviétique | Aleksandr Aksinin  | 6 s 73 |
| 4    | Pologne          | Marian Woronin     | 6 s 75 |
| 5    | Italie           | Giovanni Grazioli  | 6 s 76 |
| 6    | France           | Bernard Petitbois  | 6 s 84 |

| Rang | Pays                 | Athlète              | Temps  |
| ---- | -------------------- | -------------------- | ------ |
| 1    | Allemagne de l'Est   | Marlies Oelsner      | 7 s 12 |
| 2    | Suède                | Linda Haglund        | 7 s 13 |
| 3    | Union soviétique     | Lyudmila Storozhkova | 7 s 27 |
| 4    | Union soviétique     | Vera Anisimova       | 7 s 30 |
| 5    | Allemagne de l'Ouest | Petra Sharp          | 7 s 35 |
| 6    | France               | Chantal Réga         | 7 s 38 |

### 400 m
| Rang | Pays             | Athlète            | Temps   |
| ---- | ---------------- | ------------------ | ------- |
| 1    | Italie           | Pietro Mennea      | 46 s 51 |
| 2    | Pologne          | Ryszard Podlas     | 46 s 55 |
| 3    | Union soviétique | Nikolay Chernetsky | 46 s 72 |
| 4    | Yougoslavie      | Zeljko Knapic      | 47 s 83 |

| Rang | Pays             | Athlète           | Temps   |
| ---- | ---------------- | ----------------- | ------- |
| 1    | Union soviétique | Marina Sidorova   | 52 s 42 |
| 2    | Italie           | Rita Bottiglieri  | 53 s 18 |
| 3    | Autriche         | Karoline Käfer    | 53 s 56 |
| 4    | Union soviétique | Mariya Kulchunova | 54 s 77 |

### 800 m
| Rang | Pays               | Athlète          | Temps        |
| ---- | ------------------ | ---------------- | ------------ |
| 1    | Finlande           | Markku Taskinen  | 1 min 47 s 4 |
| 2    | Allemagne de l'Est | Olaf Beyer       | 1 min 47 s 7 |
| 3    | France             | Roger Milhau     | 1 min 47 s 8 |
| 4    | Pologne            | Marian Gesicki   | 1 min 48 s 1 |
| 5    | Suisse             | Rolf Gysin       | 1 min 49 s 3 |
| 6    | Italie             | Gabriele Ferrero | 1 min 49 s 5 |

| Rang | Pays               | Athlète               | Temps        |
| ---- | ------------------ | --------------------- | ------------ |
| 1    | Allemagne de l'Est | Ulrike Klapezynski    | 2 min 02 s 3 |
| 2    | Bulgarie           | Totka Petrova         | 2 min 02 s 5 |
| 3    | Roumanie           | Mariana Suman         | 2 min 03 s 4 |
| 4    | Belgique           | Anne-Marie Van Nuffel | 2 min 03 s 8 |
| 5    | Allemagne de l'Est | Heike Roock           | 2 min 03 s 8 |
| 6    | Royaume-Uni        | Verona Elder          | 2 min 09 s 2 |

### 1 500 m
| Rang | Pays                 | Athlète             | Performance   |
| ---- | -------------------- | ------------------- | ------------- |
| 1    | Finlande             | Antti Loikkanen     | 3 min 38 s 16 |
| 2    | Allemagne de l'Ouest | Thomas Wessinghage  | 3 min 38 s 23 |
| 3    | Allemagne de l'Est   | Jürgen Straub       | 3 min 40 s 2  |
| 4    | Espagne              | José Manuel Abascal | 3 min 40 s 3  |
| 5    | Union soviétique     | Anatoliy Mamontov   | 3 min 41 s 1  |
| 6    | Hongrie              | János Zemen         | 3 min 43 s 0  |

| Rang | Pays                 | Athlète               | Temps        |
| ---- | -------------------- | --------------------- | ------------ |
| 1    | Roumanie             | Ileana Silai          | 4 min 07 s 1 |
| 2    | Roumanie             | Natalia Mărăşescu     | 4 min 07 s 4 |
| 3    | Allemagne de l'Ouest | Brigitte Kraus        | 4 min 07 s 6 |
| 4    | Bulgarie             | Vessela Yatsinska     | 4 min 10 s 5 |
| 5    | Italie               | Silvana Cruciata      | 4 min 12 s 5 |
| 6    | Allemagne de l'Est   | Christiane Wartenberg | 4 min 14 s 1 |

### 3 000 m
| Rang | Pays                 | Athlète         | Temps        |
| ---- | -------------------- | --------------- | ------------ |
| 1    | Suisse               | Markus Ryffel   | 7 min 49 s 5 |
| 2    | Belgique             | Emiel Puttemans | 7 min 49 s 9 |
| 3    | Allemagne de l'Est   | Jörg Peter      | 7 min 50 s 1 |
| 4    | Suède                | Dan Glans       | 7 min 51 s 2 |
| 5    | Pays-Bas             | Klaas Lok       | 7 min 51 s 4 |
| 6    | Allemagne de l'Ouest | Karl Fleschen   | 7 min 53 s 9 |

### 60 m haies
| Rang | Pays               | Athlète               | Temps  |
| ---- | ------------------ | --------------------- | ------ |
| 1    | Allemagne de l'Est | Thomas Munkelt        | 7 s 65 |
| 2    | Union soviétique   | Vyacheslav Kulebyakin | 7 s 72 |
| 3    | Italie             | Giuseppe Buttari      | 7 s 86 |
| 4    | Royaume-Uni        | Berwyn Price          | 8 s 12 |
| 5    | Pologne            | Jan Pusty             | 8 s 15 |
| 6    | Finlande           | Arto Bryggare         | 9 s 05 |

| Rang | Pays                 | Athlète           | Temps  |
| ---- | -------------------- | ----------------- | ------ |
| 1    | Allemagne de l'Est   | Johanna Klier     | 7 s 94 |
| 2    | Pologne              | Grazyna Rabsztyn  | 8 s 07 |
| 3    | Allemagne de l'Ouest | Silvia Kempin     | 8 s 15 |
| 4    | Union soviétique     | Tatyana Anisimova | 8 s 17 |
| 5    | Pologne              | Zofia Bielczyk    | 8 s 26 |
| 6    | Bulgarie             | Lidya Gusheva     | 8 s 32 |

### Saut en hauteur
| Rang | Pays                 | Athlète             | Performance |
| ---- | -------------------- | ------------------- | ----------- |
| 1    | Union soviétique     | Vladimir Yashchenko | 2,35 m      |
| 2    | Allemagne de l'Est   | Rolf Beilschmidt    | 2,29 m      |
| 3    | Allemagne de l'Ouest | Wolfgang Killing    | 2,27 m      |
| 4    | Union soviétique     | Aleksandr Grigoryev | 2,25 m      |
| 5    | Union soviétique     | Sergey Senyukov     | 2,21 m      |
| 6    | Italie               | Oscar Raise         | 2,21 m      |

| Rang | Pays                 | Athlète            | Performance |
| ---- | -------------------- | ------------------ | ----------- |
| 1    | Italie               | Sara Simeoni       | 1,94 m      |
| 2    | Allemagne de l'Ouest | Brigitte Holzapfel | 1,91 m      |
| 3    | Pologne              | Urszula Kielan     | 1,88 m      |
| 4    | Hongrie              | Andrea Mátay       | 1,88 m      |
| 5    | Pays-Bas             | Mirjam Van Laar    | 1,88 m      |
| 6    | Tchécoslovaquie      | Milada Karbanová   | 1,88 m      |

### Saut en longueur
| Rang | Pays             | Athlète            | Performance |
| ---- | ---------------- | ------------------ | ----------- |
| 1    | Hongrie          | László Szalma      | 7,83 m      |
| 2    | Belgique         | Ronald Desruelles  | 7,75 m      |
| 3    | Union soviétique | Vladimir Tsepelyov | 7,73 m      |
| 4    | Italie           | Carlo Arrighi      | 7,71 m      |
| 5    | Suède            | Åke Frasson        | 7,68 m      |
| 6    | France           | Gilbert Zante      | 7,64 m      |

| Rang | Pays               | Athlète                | Performance |
| ---- | ------------------ | ---------------------- | ----------- |
| 1    | Tchécoslovaquie    | Jarmila Nygrýnová      | 6,62 m      |
| 2    | Hongrie            | Ildikó Erdelyi (Szabó) | 6,49 m      |
| 3    | Royaume-Uni        | Susan Reeve            | 6,48 m      |
| 4    | France             | Jacqueline Curtet      | 6,44 m      |
| 5    | Allemagne de l'Est | Heidemarie Wycisk      | 6,38 m      |
| 6    | Roumanie           | Gina Panait            | 6,34 m      |

### Triple saut
| Rang | Pays             | Athlète             | Performance |
| ---- | ---------------- | ------------------- | ----------- |
| 1    | Union soviétique | Anatoli Piskouline  | 16,82 m     |
| 2    | Royaume-Uni      | Keith Connor        | 16,53 m     |
| 3    | Union soviétique | Oleksandr Iakovliev | 16,47 m     |
| 4    | Roumanie         | Carol Corbu         | 16,41 m     |
| 5    | Italie           | Paolo Piapan        | 16,25 m     |
| 6    | Espagne          | Ramon Cid           | 16,20 m     |

### Saut à la perche
| Rang | Pays                 | Athlète               | Performance |
| ---- | -------------------- | --------------------- | ----------- |
| 1    | Pologne              | Tadeusz Slusarski     | 5,45 m      |
| 2    | Union soviétique     | Vladimir Trofimyenko  | 5,40 m      |
| 3    | Union soviétique     | Vladimir Sergiyenko   | 5,40 m      |
| 4    | Union soviétique     | Yuriy Prokhorenko     | 5,40 m      |
| 5    | Pologne              | Wladyslaw Kozakiewicz | 5,40 m      |
| 6    | Allemagne de l'Ouest | Günther Lohre         | 5,30 m      |

### Lancer du poids
| Rang | Pays                 | Athlète               | Performance |
| ---- | -------------------- | --------------------- | ----------- |
| 1    | Finlande             | Reijo Ståhlberg       | 20,48 m     |
| 2    | Pologne              | Wladyslaw Komar       | 20,16 m     |
| 3    | Royaume-Uni          | Geoffrey Capes        | 20,11 m     |
| 4    | Union soviétique     | Aleksandr Baryshnikov | 19,95 m     |
| 5    | Allemagne de l'Ouest | Gerd Steines          | 19,81 m     |
| 6    | Tchécoslovaquie      | Jaroslav Brabec       | 19,36 m     |

| Rang | Pays                 | Athlète            | Performance |
| ---- | -------------------- | ------------------ | ----------- |
| 1    | Tchécoslovaquie      | Helena Fibingerová | 20,67 m     |
| 2    | Allemagne de l'Est   | Margitta Droese    | 19,77 m     |
| 3    | Allemagne de l'Ouest | Eva Wilms          | 19,24 m     |
| 4    | Bulgarie             | Elena Stoyanova    | 19,22 m     |
| 5    | Tchécoslovaquie      | Zdeňka Bartoňová   | 18,16 m     |
| 6    | Allemagne de l'Ouest | Beatrix Philipp    | 17,51 m     |

## Tableau des médailles
| Rang | Nation               | Or | Argent | Bronze | Total |
| ---- | -------------------- | -- | ------ | ------ | ----- |
| 1    | Allemagne de l'Est   | 4  | 3      | 2      | 9     |
| 2    | Union soviétique     | 4  | 2      | 6      | 12    |
| 3    | Finlande             | 3  | 0      | 0      | 3     |
| 4    | Italie               | 2  | 1      | 1      | 4     |
| 5    | Tchécoslovaquie      | 2  | 0      | 0      | 2     |
| 6    | Pologne              | 1  | 3      | 1      | 5     |
| 7    | Roumanie             | 1  | 1      | 1      | 3     |
| 8    | Hongrie              | 1  | 1      | 0      | 2     |
| 9    | Suisse               | 1  | 0      | 0      | 1     |
| 10   | Allemagne de l'Ouest | 0  | 2      | 3      | 5     |
| 11   | Belgique             | 0  | 2      | 0      | 2     |
| 11   | Bulgarie             | 0  | 2      | 0      | 2     |
| 13   | Royaume-Uni          | 0  | 1      | 2      | 3     |
| 14   | Suède                | 0  | 1      | 0      | 1     |
| 15   | France               | 0  | 0      | 2      | 2     |
| 16   | Autriche             | 0  | 0      | 1      | 1     |

## Légende
- RE : Record d'Europe
- RC : Record des Championnats
- RN : Record national
- disq. : disqualification
- ab. : abandon